# N.E. Zhiteniova
 N.E. Zhiteniova (en ruso: Житенёва; 1900 - 1964) fue una botánica y exploradora rusa.

## Algunas publicaciones
- n.e. Zhiteneva. 1929-1930. The world's assortment of pumpkins. Bull. of appl. bot. 23 (3):157-207 (texto ruso. resumen inglés, p. 205-207)

- La abreviatura «Zhit.» se emplea para indicar a N.E. Zhiteniova como autoridad en la descripción y clasificación científica de los vegetales.[2]